# Tengden TB-001
O Tengden TB-001 é um veículo aéreo de combate não tripulado (VACONT) de média altitude e longa resistência (MALOR) projetado por Sichuan Tengden. É usado pelo Exército Popular de Libertação. O drone TB001 é movido por dois motores e também possui cauda dupla sendo o primeiro UAV produzido na China com tal característica. O novo drone pode permanecer no ar por 35 horas e viajar mais de 6.000 quilômetros carregando armas e/ou sensores de vigilância.

## Desenvolvimento
O TB-001 foi revelado pela primeira vez em setembro de 2017. 